# Liste des députés de la Corrèze
 (juin 2025).
Si vous disposez d'ouvrages ou d'articles de référence ou si vous connaissez des sites web de qualité traitant du thème abordé ici, merci de compléter l'article en donnant les références utiles à sa vérifiabilité et en les liant à la section « Notes et références ».
 (mai 2025).
Cet article dresse une liste des députés de la Corrèze.

## VeRépublique

### Irelégislature (1958-1962)
| Circonscription     | Identité                                  | Parti | À partir du     | Jusqu'au       | Note |
| ------------------- | ----------------------------------------- | ----- | --------------- | -------------- | ---- |
| 1re circonscription | Jean Montalat suppléant Jean Vinatier     | SFIO  | 9 décembre 1958 | 9 octobre 1962 |      |
| 2e circonscription  | Jean Filliol suppléant Pierre Desnoyer    | UNR   | 9 décembre 1958 | 9 octobre 1962 |      |
| 3e circonscription  | François Var suppléant Jean-René Cisterne | SFIO  | 9 décembre 1958 | 9 octobre 1962 |      |

### IIelégislature (1962-1967)
| Circonscription     | Identité                                  | Parti   | À partir du     | Jusqu'au       | Note |
| ------------------- | ----------------------------------------- | ------- | --------------- | -------------- | ---- |
| 1re circonscription | Jean Montalat suppléant Jean Vinatier     | SFIO    | 6 décembre 1962 | 2 avril 1967   |      |
| 2e circonscription  | Jean Charbonnel                           | UNR-UDT | 6 décembre 1962 | 8 février 1966 | Gvt  |
| 2e circonscription  | Pierre Pouyade (suppléant)                | UNR-UDT | 9 février 1966  | 2 avril 1967   |      |
| 3e circonscription  | François Var suppléant Jean-René Cisterne | SFIO    | 6 décembre 1962 | 2 avril 1967   |      |

### IIIelégislature (1967-1968)
| Circonscription     | Identité                              | Parti | À partir du  | Jusqu'au    | Note |
| ------------------- | ------------------------------------- | ----- | ------------ | ----------- | ---- |
| 1re circonscription | Jean Montalat suppléant Jean Vinatier | SFIO  | 3 avril 1967 | 30 mai 1968 |      |
| 2e circonscription  | Roland Dumas suppléant Pierre Blayac  | CIR   | 3 avril 1967 | 30 mai 1968 |      |
| 3e circonscription  | Jacques Chirac                        | UD-Ve | 3 avril 1967 | 7 mai 1967  | Gvt  |
| 3e circonscription  | Henri Belcour (suppléant)             | UD-Ve | 8 mai 1967   | 30 mai 1968 |      |

### IVelégislature (1968-1973)
| Circonscription     | Identité                   | Parti | À partir du       | Jusqu'au          | Note |
| ------------------- | -------------------------- | ----- | ----------------- | ----------------- | ---- |
| 1re circonscription | Jean Montalat              | DVG   | 11 juillet 1968   | 22 septembre 1971 | Dcs  |
| 1re circonscription | Jean Vinatier (suppléant)  | DVG   | 23 septembre 1971 | 1er avril 1973    |      |
| 2e circonscription  | Jean Charbonnel            | UDR   | 11 juillet 1968   | 6 août 1972       | Gvt  |
| 2e circonscription  | Charles Ceyrac (suppléant) | UDR   | 7 août 1972       | 1er avril 1973    |      |
| 3e circonscription  | Jacques Chirac             | UDR   | 11 juillet 1968   | 12 août 1968      | Gvt  |
| 3e circonscription  | Henri Belcour (suppléant)  | UDR   | 13 août 1968      | 1er avril 1973    |      |

### Velégislature (1973-1978)
| Circonscription     | Identité                                  | Parti | À partir du      | Jusqu'au       | Note |
| ------------------- | ----------------------------------------- | ----- | ---------------- | -------------- | ---- |
| 1re circonscription | Pierre Pranchère suppléant Louis Chastang | PCF   | 2 avril 1973     | 2 avril 1978   |      |
| 2e circonscription  | Jean Charbonnel                           | UDR   | 2 avril 1973     | 6 mai 1973     | Gvt  |
| 2e circonscription  | Charles Ceyrac (suppléant)                | UDR   | 7 mai 1973       | 2 avril 1978   |      |
| 3e circonscription  | Jacques Chirac                            | UDR   | 2 avril 1973     | 6 mai 1973     | Gvt  |
| 3e circonscription  | Henri Belcour (suppléant)                 | UDR   | 7 mai 1973       | 2 octobre 1976 | Dem  |
| 3e circonscription  | Jacques Chirac suppléant Charles Ceyrac   | UDR   | 15 novembre 1976 | 2 avril 1978   |      |

### VIelégislature (1978-1981)
| Circonscription     | Identité                                   | Parti | À partir du  | Jusqu'au    | Note |
| ------------------- | ------------------------------------------ | ----- | ------------ | ----------- | ---- |
| 1re circonscription | Jean-Pierre Bechter suppléant Jean Teilhet | RPR   | 3 avril 1978 | 22 mai 1981 |      |
| 2e circonscription  | Jacques Chaminade suppléant Roger Lajoinie | PCF   | 3 avril 1978 | 22 mai 1981 |      |
| 3e circonscription  | Jacques Chirac suppléant Henri Belcour     | RPR   | 3 avril 1978 | 22 mai 1981 |      |

### VIIelégislature (1981-1986)
| Circonscription     | Identité                                     | Parti | À partir du    | Jusqu'au       | Note |
| ------------------- | -------------------------------------------- | ----- | -------------- | -------------- | ---- |
| 1re circonscription | Jean Combasteil suppléant Armand Boucheteil  | PCF   | 2 juillet 1981 | 1er avril 1986 |      |
| 2e circonscription  | Jean-Claude Cassaing suppléant Yves Terrieux | PS    | 2 juillet 1981 | 1er avril 1986 |      |
| 3e circonscription  | Jacques Chirac suppléant Jean-Pierre Dupont  | RPR   | 2 juillet 1981 | 1er avril 1986 |      |

### VIIIelégislature (1986-1988)
3 députés élus à la proportionnelle:
- Jean-Claude Cassaing (PS)
- Jean Charbonnel (RPR)
- Jacques Chirac (RPR). Remplacé par Jean-Pierre Bechter (RPR) à partir du 3 avril 1986.

### IXelégislature (1988-1993)
| Circonscription     | Identité                                    | Parti | À partir du  | Jusqu'au       | Note |
| ------------------- | ------------------------------------------- | ----- | ------------ | -------------- | ---- |
| 1re circonscription | François Hollande suppléant Yves Terrieux   | PS    | 23 juin 1988 | 1er avril 1993 |      |
| 2e circonscription  | Jean Charbonnel suppléant Jacques Lagrave   | RPR   | 23 juin 1988 | 1er avril 1993 |      |
| 3e circonscription  | Jacques Chirac suppléant Jean-Pierre Dupont | RPR   | 23 juin 1988 | 1er avril 1993 |      |

### Xelégislature (1993-1997)
| Circonscription     | Identité                               | Parti | À partir du  | Jusqu'au      | Note |
| ------------------- | -------------------------------------- | ----- | ------------ | ------------- | ---- |
| 1re circonscription | Raymond-Max Aubert                     | RPR   | 2 avril 1993 | 18 juin 1995  | Gvt  |
| 1re circonscription | Lucien Renaudie (suppléant)            | RPR   | 19 juin 1995 | 21 avril 1997 |      |
| 2e circonscription  | Bernard Murat suppléant Daniel Bourzat | RPR   | 2 avril 1993 | 21 avril 1997 |      |
| 3e circonscription  | Jacques Chirac                         | RPR   | 2 avril 1993 | 16 mai 1995   | Dem  |
| 3e circonscription  | Jean-Pierre Dupont (suppléant)         | RPR   | 18 juin 1995 | 21 avril 1997 |      |

### XIelégislature (1997-2002)
| Circonscription     | Identité                                      | Parti | À partir du   | Jusqu'au     | Note |
| ------------------- | --------------------------------------------- | ----- | ------------- | ------------ | ---- |
| 1re circonscription | François Hollande suppléant René Teulade      | PS    | 1er juin 1997 | 18 juin 2002 |      |
| 2e circonscription  | Philippe Nauche suppléant Henri Bassaler      | PS    | 1er juin 1997 | 18 juin 2002 |      |
| 3e circonscription  | Jean-Pierre Dupont suppléant Daniel Chasseing | RPR   | 1er juin 1997 | 18 juin 2002 |      |

### XIIelégislature (2002-2007)
| Circonscription     | Identité                                      | Parti        | À partir du  | Jusqu'au     | Note |
| ------------------- | --------------------------------------------- | ------------ | ------------ | ------------ | ---- |
| 1re circonscription | François Hollande suppléant Noël Martinie     | PS           | 19 juin 2002 | 19 juin 2007 |      |
| 2e circonscription  | Frédéric Soulier suppléante Josette Chirol    | RPR puis UMP | 19 juin 2002 | 19 juin 2007 |      |
| 3e circonscription  | Jean-Pierre Dupont suppléant Daniel Chasseing | RPR puis UMP | 19 juin 2002 | 19 juin 2007 |      |

### XIIIelégislature (2007-2012)
| Circonscription     | Identité                                       | Parti | À partir du  | Jusqu'au     | Note |
| ------------------- | ---------------------------------------------- | ----- | ------------ | ------------ | ---- |
| 1re circonscription | François Hollande suppléant Bernard Combes     | PS    | 20 juin 2007 | 14 mai 2012  |      |
| 2e circonscription  | Philippe Nauche suppléante Shamira Kasri       | PS    | 20 juin 2007 | 19 juin 2012 |      |
| 3e circonscription  | Jean-Pierre Dupont suppléant Michel Paillassou | UMP   | 20 juin 2007 | 19 juin 2012 |      |

### XIVelégislature (2012-2017)
| Circonscription     | Identité                                 | Parti | À partir du  | Jusqu'au     | Note |
| ------------------- | ---------------------------------------- | ----- | ------------ | ------------ | ---- |
| 1re circonscription | Sophie Dessus                            | PS    | 20 juin 2012 | 3 mars 2016  | Dcs  |
| 1re circonscription | Alain Ballay (suppléant)                 | PS    | 4 mars 2016  | 20 juin 2017 |      |
| 2e circonscription  | Philippe Nauche suppléante Shamira Kasri | PS    | 20 juin 2012 | 20 juin 2017 |      |

### XVelégislature (2017-2022)
| Circonscription     | Identité                                          | Parti           | À partir du  | Jusqu'au     | Note |
| ------------------- | ------------------------------------------------- | --------------- | ------------ | ------------ | ---- |
| 1re circonscription | Christophe Jerretie suppléante Isabelle Celle     | LREM puis MoDem | 21 juin 2017 | 21 juin 2022 |      |
| 2e circonscription  | Frédérique Meunier suppléant Jean-Jacques Delpech | LR              | 21 juin 2017 | 21 juin 2022 |      |

### XVIelégislature (2022-2024)
| Circonscription     | Identité                                         | Parti | À partir du  | Jusqu'au    | Note |
| ------------------- | ------------------------------------------------ | ----- | ------------ | ----------- | ---- |
| 1re circonscription | Francis Dubois suppléant Pascal Coste            | LR    | 22 juin 2022 | 9 juin 2024 |      |
| 2e circonscription  | Frédérique Meunier suppléant Jean-Michel Monteil | LR    | 22 juin 2022 | 9 juin 2024 |      |

### XVIIelégislature (2024-2029)
| Circonscription     | Identité                                         | Parti | À partir du    | Jusqu'au       | Note |
| ------------------- | ------------------------------------------------ | ----- | -------------- | -------------- | ---- |
| 1re circonscription | François Hollande suppléant Philippe Brugère     | PS    | 8 juillet 2024 | 8 juillet 2029 |      |
| 2e circonscription  | Frédérique Meunier suppléant Jean-Michel Monteil | LR    | 8 juillet 2024 | 8 juillet 2029 |      |

## Quatrième République

### Troisième législature (1956-1958)
Pierre Pranchère (PCF)
Jean Goudoux (PCF)
Jean Montalat (SFIO)
Henri Queuille (Radical)

### Deuxième législature (1951-1956)
Jean Goudoux (PCF)
Clément Chausson (PCF)
Jean Montalat (SFIO)
Henri Queuille (Radical)

### Première législature (1946-1951)
Jean Goudoux (PCF)
Clément Chausson (PCF)
Henri Queuille (Radical)
Edmond Michelet (MRP)

## Gouvernement provisoire de la République Française

### Deuxième assemblée constituante (juin-novembre 1946)
Jean Goudoux (PCF)
Clément Chausson (PCF)
Marcel Champeix (SFIO)
Edmond Michelet (MRP)

### Première assemblée constituante (1945-1946)
Jean Goudoux (PCF)
Clément Chausson (PCF)
Marcel Champeix (SFIO)
Edmond Michelet (MRP)

## IIIeRépublique

### Assemblée nationale(1871-1876)
- Gabriel Lébraly, Centre droit
- Auguste Lestourgie, Union des droites
- Jean-Baptiste Billot, Gauche républicaine
- Achille d'Arfeuillères, Union des droites
- Jean-Charles Rivet, Centre gauche, décédé le 19 novembre 1872, remplacé par Louis Chassaignac de Latrade, Gauche républicaine, élu le 27 avril 1873
- Léon de Jouvenel, Union des droites

### Irelégislature(1876-1877)
- Léon Vacher, Union républicaine
- Louis Laumond, Gauche républicaine
- Auguste Le Cherbonnier, Républicain
- Louis Chassaignac de Latrade
- Adolphe de Chanal

### IIelégislature(1877-1881)
- Léon Vacher
- Louis Laumond
- Auguste Le Cherbonnier
- Louis Chassaignac de Latrade
- Adolphe de Chanal

### IIIelégislature(1881-1885)
- Léon Vacher
- Louis Chassaignac de Latrade décédé en 1883; remplacé par Philippe-Michel Labrousse
- Raymond Penières
- Joseph Vachal
- Auguste Le Cherbonnier

### IVelégislature(1885-1889)
- Léon Vacher
- François Dellestable
- Philippe-Michel Labrousse
- Pierre Brugeilles
- Léon Borie

### Velégislature(1889-1893)
- Tulle-2 : Léon Vacher, Boulangiste, invalidé en 1890, remplacé par Édouard Delpeuch, Républicain
- Ussel : François Dellestable, Radical
- Brive-2 : Philippe-Michel Labrousse, Radical
- Tulle-1 : Léon Borie, Boulangiste
- Brive-1 : Arnauld Dubois, Radical

Source : journal Le Temps du 24 septembre et du 8 octobre 1889 sur Gallica,.

### VIelégislature(1893-1898)
- Tulle-2 : Édouard Delpeuch,  Républicain
- Brive-2 : Philippe-Michel Labrousse, Radical, élu sénateur en 1894, remplacé par Robert Charles de Lasteyrie, Monarchiste
- Brive-1 : Michel Mielvacque de Lacour,  Républicain
- Ussel : François Dellestable  Radical, élu sénateur en 1894, remplacé par Arthur Delmas,  Radical
- Tulle-1 : Amédée Descubes-Desgueraines, Républicain

Source : journal Le Temps du 22 août et du 5 septembre 1893 sur Gallica,.

### VIIelégislature(1898-1902)
- Brive-2 :Étienne Bussière, Radical Socialiste
- Brive-1 : Édouard Lachaud, Radical
- Ussel : Arthur Delmas, Radical
- Tulle-1 : Léon Borie, Révisionniste
- Tulle-2 : Léon Vacher, Radical Socialiste

Source : journal Le Temps du 10 mai et du 24 mai 1898 sur Gallica,.

### VIIIelégislature(1902-1906)
- Tulle-1 : Hippolyte Rouby, Radical
- Brive-2 : Étienne Bussière, Radical
- Brive-1 : Édouard Lachaud, Radical
- Tulle-2 : Jean Tavé, Radical
- Ussel : Arthur Delmas, Radical

Source : journal Le Temps du 29 avril et du 13 mai 1902 sur Gallica,.

### IXelégislature(1906-1910)
- Tulle-1 : Hippolyte Rouby, Radical, élu sénateur en 1907,  remplacé par Alphonse Mons, Radical Socialiste, élu le 15 septembre 1907
- Brive-2 : Étienne Bussière, Radical
- Brive-1 : Édouard Lachaud, Radical Socialiste
- Tulle-2 : Jean Tavé, Radical Socialiste
- Ussel : Arthur Delmas, Radical

Sources : Journal Le Temps du 6 et du 22 mai 1906 sur Gallica - ,.

### Xelégislature(1910-1914)
- Brive-2 : Marc Doussaud, Républicain socialiste
- Tulle-1 : Alphonse Mons, Radical socialiste
- Brive-1 : Édouard Lachaud, Gauche radicale
- Tulle-2 : Jean Tavé, Radical socialiste
- Ussel : Arthur Delmas, Radical socialiste

Sources : Journal Le Temps du 24 avril et du 8 mai 1910 sur Gallica - ,.

### XIelégislature(1914-1919)
- Ussel : Henri Queuille, Radical socialiste
- Tulle-2 : Élie Vidalin, Radical socialiste
- Brive-2 : François Gouyon, Radical socialiste
- Tulle-1 : Alphonse Mons, Radical socialiste
- Brive-1 : Édouard Lachaud, Radical socialiste

Sources : Journal Le Temps du 28 avril et du 12 mai 1914 sur Gallica - ,.

### XIIelégislature(1919-1924)
Les élections législatives de 1919 furent organisées au scrutin proportionnel de liste. Elles marquèrent au niveau national la victoire du "Bloc national" de centre-droit.
Liste d'union républicaine radicale et radicale-socialiste
- Henri Queuille, Parti radical et radical-socialiste

Liste d'union républicaine et de défense agricole et sociale
- René Lafarge, Action républicaine et sociale
- Charles de Lasteyrie du Saillant, Entente républicaine et démocratique
- Marc Doussaud, Action républicaine et sociale

Liste socialiste unifiée
- François Aussoleil, SFIO puis PC-SFIC

Source : Barodet sur le site de l'Assemblée nationale - https://bibnum.sciencespo.fr/s/catalogue/ark:/46513/sc16m2kz#?c=&m=&s=&cv=

### XIIIelégislature(1924-1928)
Les élections législatives de 1924 furent organisées au scrutin proportionnel de liste. Elles marquèrent au niveau national national la victoire du "Cartel des gauches".
Liste du Cartel des gauches
- Henri Queuille, Parti radical et radical-socialiste
- Charles Spinasse, SFIO
- Jacques de Chammard, Parti radical et radical-socialiste

Liste d'union républicaine et de défense agricole et sociale
- René Lafarge, Gauche républicaine démocratique

Source : Barodet sur le site de l'Assemblée Nationale - https://bibnum.sciencespo.fr/s/catalogue/ark:/46513/sc16m1m0#?c=&m=&s=&cv=

### XIVelégislature(1928-1932)
Les élections législatives furent au scrutin d'arrondissement majoritaire à deux tours de 1928 à 1936.
- Tulle-2 : Charles Spinasse, SFIO
- Tulle-1 : Jacques de Chammard, Radical-socialiste
- Ussel : Henri Queuille, Radical-socialiste
- Brive-Nord : Alexis Jaubert, Radical-socialiste
- Brive-Sud : Jean-Baptiste Laumond, Radical-socialiste

Source : Élections législatives 22-29 avril 1928 de Georges Lachapelle - https://gallica.bnf.fr/ark:/12148/bpt6k320439r.texteImage#

### XVelégislature(1932-1936)
- Tulle-2 : Charles Spinasse, SFIO
- Tulle-1 : Jacques de Chammard, Radical-socialiste
- Ussel : Henri Queuille, Radical-socialiste
- Brive-Nord : Alexis Jaubert, Radical-socialiste
- Brive-Sud : Jean-Baptiste Laumond, Radical-socialiste

### XVIelégislature(1936-1940)
- Tulle-1 : Julien Peschadour, SFIO
- Tulle-2 : Charles Spinasse, SFIO
- Brive-Sud : Jean Roumajon, SFIO
- Ussel : Marius Vazeilles, PC-SFIC, déchu de son mandat le 21 janvier 1940, il s'éloigne du Parti communiste dont il sera exclu en 1944 [15]
- Brives-Nord : Alexis Jaubert, Radical-socialiste

## Second Empire

### Irelégislature(1852-1857)
- Léon de Jouvenel
- François Favart

### IIelégislature(1857-1863)
- Guy Lafond de Saint-Mur
- Léon de Jouvenel

### IIIelégislature(1863-1869)
- Guy Lafond de Saint-Mur
- Auguste Mathieu

### IVelégislature(1869-1870)
- Guy Lafond de Saint-Mur
- Auguste Mathieu

## IIeRépublique
Élections au suffrage universel masculin à partir de 1848

### Assemblée nationale constituante (1848-1849)
- Louis Chassaignac de Latrade
- Charles Lébraly
- Jean-Antoine Pénières
- Pierre Madesclaire
- Pierre Bourzat
- François Favart
- Auguste Ceyras
- Jean Nicolas Antoine Dubousquet-Laborderie

### Assemblée nationale législative (1849-1851)
- Jean-Baptiste Chamiot-Avanturier
- Louis Chassaignac de Latrade
- Jean-Antoine Pénières
- Bernard Sage
- Pierre Madesclaire
- Pierre Bourzat
- Auguste Ceyras

## Chambre des députés (Monarchie de Juillet)

### IreLégislature(1830-1831)
- Antoine de Valon
- Louis Joseph Alexis de Noailles
- Marc-Antoine-François de Gaujal

### IIeLégislature(1831-1834)
- Charles Plazanet
- Léonard-Philippe Rivet invalidé, remplacé par Antoine-Sébastien Lavialle de Masmorel
- Pierre Joseph Bédoch
- Baptiste Étienne Gautier d'Uzerche

### IIIeLégislature(1834-1837)
- Camille Joseph Perier
- Léonard-Philippe Rivet
- Pierre Joseph Bédoch
- Baptiste Étienne Gautier d'Uzerche

### IVeLégislature(1837-1839)
- Antoine-Sébastien Lavialle de Masmorel
- Antoine Finot
- Antoine de Valon
- Baptiste Étienne Gautier d'Uzerche

### VeLégislature(1839-1842)
- Louis de Pourcet de Sahune
- Jean-Charles Rivet
- Antoine de Valon
- Baptiste Étienne Gautier d'Uzerche

### VIeLégislature(1842-1846)
- Louis Alexis de Valon
- Louis de Pourcet de Sahune
- Jean-Charles Rivet
- Baptiste Étienne Gautier d'Uzerche

### VIIeLégislature(17/08/1846-24/02/1848)
- Léon de Jouvenel
- Louis de Pourcet de Sahune
- François de Verninac de Croze
- Baptiste Étienne Gautier d'Uzerche

## Chambre des députés des départements (2eRestauration)

### Irelégislature(1815–1816)
- Joseph Jules de Foucauld
- Antoine-Léger Sartelon
- Joseph Fouché

### IIelégislature(1816-1823)
- Louis Alexandre Marie Valon du Boucheron d’Ambrugeac
- Antoine-Léger Sartelon
- Joseph François Froment
- Pierre Joseph Bédoch
- Jean-Joseph Parel Despeyrut de La Chatonie

### IIIelégislature(1824-1827)
- Antoine de Valon
- Louis Joseph Alexis de Noailles
- Jean-Joseph Parel Despeyrut de La Chatonie

### IVelégislature(1828-1830)
- Antoine de Valon
- Louis Joseph Alexis de Noailles
- Jean-Joseph Parel Despeyrut de La Chatonie

### Velégislature(23 juin 1830-28 juillet 1830)
- Antoine de Valon
- Louis Joseph Alexis de Noailles
- Marc-Antoine-François de Gaujal

## Chambre des représentants (Cent-Jours)
- Léonard-Philippe Rivet
- Jean-Augustin Pénières
- Louis Dupont
- Pierre Joseph Bédoch
- Jean-Pierre Lacombe

## Chambre des députés des départements (1reRestauration)
- Pierre Joseph Bédoch
- Antoine-Léger Sartelon

## Corps législatif(1800-1814)
- Antoine-Léger Sartelon
- Jean-Augustin Pénières
- Pierre Joseph Bédoch
- Joseph Gautier
- François Delort
- Arnaud Combret de Marcillac

## Conseil des Cinq-Cents(1795-1799)
- Jean-Augustin Pénières
- Étienne Ambroise Berthellemy
- Antoine Plazanet
- Gabriel Malès
- Jacques Brival

## Convention nationale(1792-1795)
- Jean-Augustin Pénières
- Antoine Plazanet
- Aubin Bigorie du Chambon
- Antoine-Joseph Lanot
- Jean Borie
- Bernard-François Lidon
- Jacques Brival
- Pierre Rivière
- Pierre Raymond Lafon de Beaulieu
- François-Jacques Germignac

## Assemblée législative (1791-1792)
- Noël Chassaignac
- Léonard Bardon
- Jean Borie
- François Pierre Faye-Lachèze
- Jean-Antoine Marbot
- Jacques Brival
- François-Jacques Germignac